# Molophilus nestor
Molophilus nestor är en tvåvingeart som beskrevs av Alexander 1969. Molophilus nestor ingår i släktet Molophilus och familjen småharkrankar. Inga underarter finns listade i Catalogue of Life.